# Chiaki Mukai
Chiaki Mukai (向井千秋 Mukai Chiaki) (Tatebayashi, 6 de maio de 1952) é uma médica e primeira astronauta japonesa, veterana de duas missões no espaço. 
Formada em medicina em 1977, com especialização em cirurgia cardiovascular em 1989, Chiaki foi selecionada pela NASDA, sigla da agência espacial do Japão até 2003 - antes de ser fundida a outras agências de estudos espaciais e passar a ser conhecida como JAXA - como um dos três japoneses a realizarem treinamento para a função de especialista de carga, e irem ao espaço participar da instalação do módulo japonês que foi levado à ISS a bordo da missão STS-47 da NASA em setembro de 1992 (outro astronauta japonês, Mamoru Mohri, foi o escolhido para esta missão) e como astronauta reserva da missão STS-90, em abril de 1998.
Foi ao espaço pela primeira vez em julho de 1994 a bordo da nave Columbia, na missão STS-65 da NASA, que durou quinze dias e realizou diversas experiências sobre o funcionamento do sistema cardiovascular no espaço e as mudanças no metabolismo de ossos e músculos em microgravidade.
Quatro anos depois, em outubro de 1998, participou novamente de uma missão espacial, desta vez na nave Discovery, missão STS-95 da NASA, uma missão de nove dias durante os quais a tripulação colocou em órbita a plataforma de testes de sistemas do telescópio espacial Hubble e a sonda de observação solar Spartan.
Em 2007 a Fuji Television, maior rede de televisão do Japão, levou ao ar um documentário baseado na biografia de sua vida.